# Кубітальний індекс (бджоли)
Кубіта́льний і́ндекс, або і́ндекс крила́ — важлива екстер'єрна ознака бджіл, оскільки використовується для того, щоб з'ясувати породу.

## Визначення кубітального індекса
Визначається шляхом вимірювання на передньому (великому) крилі бджіл співвідношення між великою та малою частинами центральної жилки крила (ці частинки зазвичай позначають як відрізок «а» та «б»). Для цього довжину відрізка «а» ділять на довжину відрізка «б» — отримане значення і є кубітальним індексом.

### Вимірювання за допомогою мікроскопа
Для проведення точного вимірювання зазвичай використовують бінокулярний стереоскопічний мікроскоп та спеціальний мірний окуляр (окуляр-мікрометр). Другий окуляр підбирають такої ж кратності, об'єктив фіксують на чотирикратному збільшені. Далі беруть заздалегідь підготовлені препарати передніх крил бджіл чи зафіксовують кожне крило окремо, проводять вимірювання довжин великої та малої частин центральної жилки крила.

### Вимірювання за допомогою автоматичної техніки
Таке вимірювання є дуже зручним і швидким, для його здійснення можна використовувати як готові препарати передніх крил бджіл, так і крила, розміщені на поверхні сканера. Для цього потрібно зробити сканування крил або їх препарату на сканері комп'ютера. Надалі спеціальна програма проводить всі необхідні дії і видає точні значення.

### Інші способи вимірювання
Вимірювати також можна і за допомогою проектора, тоді на проєкції крила вимірюють ті ж частинки центральної жилки за допомогою лінійки. Також можна використовувати лупу на яку нанесено мірну шкалу.

## Значення кубітального індексу

### Кубітальний індекс робочих бджіл видів родуApis
- A. cerana 3.98 (Ruttner 1988, Tab. 1.1)
- A. dorsata 7.25 (Ruttner 1988, Tab. 1.1)
- A. florea 2.82 (Ruttner 1988, Tab. 1.1)
- A. mellifera 1.53 — 3.60 (Ruttner 1988, Tab. 4.1)

### Кубітальний індекс робочих бджіл підвидів бджоли медоносної (A.mellifera)
- A. m. adami 1.89±0.18 (Ruttner 1988, Tab. 11.1)
- A. m. adansonii 2.39±0.41 (Ruttner 1988, Tab. 12.2)
- A. m. armeniaca 2.61±0.42 (Ruttner 1988, Tab. 11.1)
- A. m. anatolica 2.24±0.18 (Ruttner 1988, Tab. 11.1)
- A. m. capensis 2.33±0.34 (Ruttner 1988, Tab. 12.2)
- A. m. carnica 2.59±0.42 (Ruttner 1988, Tab. 14.1)
- A. m. caucasica 2.16±0.31 (Ruttner 1988, Tab. 11.1)
- A. m. cecropia 3.11±0.57 (Ruttner 1988, Tab. 14.1)
- A. m. cypria 2.72±0.36 (Ruttner 1988, Tab. 11.1)
- A. m. iberica 1.84±0.27 (Ruttner 1988, Tab. 13.1)
- A. m. intermissa 2.33±0.36 (Ruttner 1988, Tab. 13.1)
- A. m. lamarckii 2.37±0.37 (Ruttner 1988, Tab. 12.2)
- A. m. ligustica 2.55±0.41 (Ruttner 1988, Tab. 14.1)
- A. m. litorea 2.25±0.41 (Ruttner 1988, Tab. 12.2)
- A. m. macedonica 2.59±0.41 (Ruttner 1988, Tab. 14.1)
- A. m. mellifera 1.84±0.28 (Ruttner 1988, Tab. 13.1)
- A. m. meda 2.56±0.72 (Ruttner 1988, Tab. 11.1)
- A. m. monticola 2.35±0.41 (Ruttner 1988, Tab. 12.2)
- A. m. sahariensis 2.62±0.41 (Ruttner 1988, Tab. 13.1)
- A. m. scutellata 2.52±0.46 (Ruttner 1988, Tab. 12.2)
- A. m. sicula 2.47±0.42 (Ruttner 1988, Tab. 14.1)
- A. m. syriaca 2.28±0.37 (Ruttner 1988, Tab. 11.1)
- A. m. unicolor 2.79±0.42 (Ruttner 1988, Tab. 12.2)
- A. m. yemenitica 2.20±0.40 (Ruttner 1988, Tab. 12.2)